# Pîlîpî, Bar
Pîlîpî (în ucraineană Пилипи) este un sat în comuna Juravlivka din raionul Bar, regiunea Vinnița, Ucraina.

## Demografie
Componența lingvistică a localității Pîlîpî
     Ucraineană (99,01%)
     Alte limbi (0,99%)
Conform recensământului din 2001, majoritatea populației localității Pîlîpî era vorbitoare de ucraineană (99,01%), existând în minoritate și vorbitori de alte limbi.